# Araneus pellax
Araneus pellax là một loài nhện trong họ Araneidae.
Loài này thuộc chi Araneus. Araneus pellax được Octavius Pickard-Cambridge miêu tả năm 1885.